# پلی‌هیمنیا
پلی‌هیمنیا (به یونانی: Πολυμνια) در اساطیر یونانی یکی از موزها، الهه سرود روحانی، دختر شاه خدایان زئوس و الهه خاطرات منه‌موزین است. پلی‌هیمنیا یکی از جوانترین و زیباترین در میان موزها بود. خواهران در ابتدا به عنوان ایزدبانوهای حامی شعر و موسیقی به شمار می‌رفتند، اما با گذشت زمان نقش‌های گسترده‌تری شامل کمدی، تراژدی، حماسی، شعر، موسیقی، رقص، خوانندگی، سرودهای روحانی، بلاغت و هارمونی را ایفا کردند. پلی‌هیمنیا الهام بخش خواندن و نوشتن سرودهای مذهبی بود، اما به نظر نمی‌رسید که از این کار لذت ببرد. او به مانند زنی بسیار جدی، ایستاده در حال تفکر که اغلب انگشت به لب بود، به تصویر کشیده می‌شد. نام او از کلمه‌های یونانی «poly» به معنی زیاد و «hymnos» به معنی پرستش گرفته شده‌است.